# 망그로브자유꼬리박쥐
망그로브자유꼬리박쥐(Mormopterus cobourgianus)는 큰귀박쥐과(자유꼬리박쥐류)에 속하는 박쥐의 일종이다. 북부해안자유꼬리박쥐, 서부작은자유꼬리박쥐로도 알려져 있다. 오스트레일리아 웨스턴오스트레일리아주 그리고 노던 준주와 퀸즐랜드주 경계 사이의 해안과 해안가 지역(해안으로부터 100km 이내)에서 발견된다.